# Fissurella mutabilis
Fissurella mutabilis, common name the Cape keyhole limpet, là một loài ốc biển, là động vật thân mềm chân bụng sống ở biển thuộc họ Fissurellidae.